# Thailändsk folktro

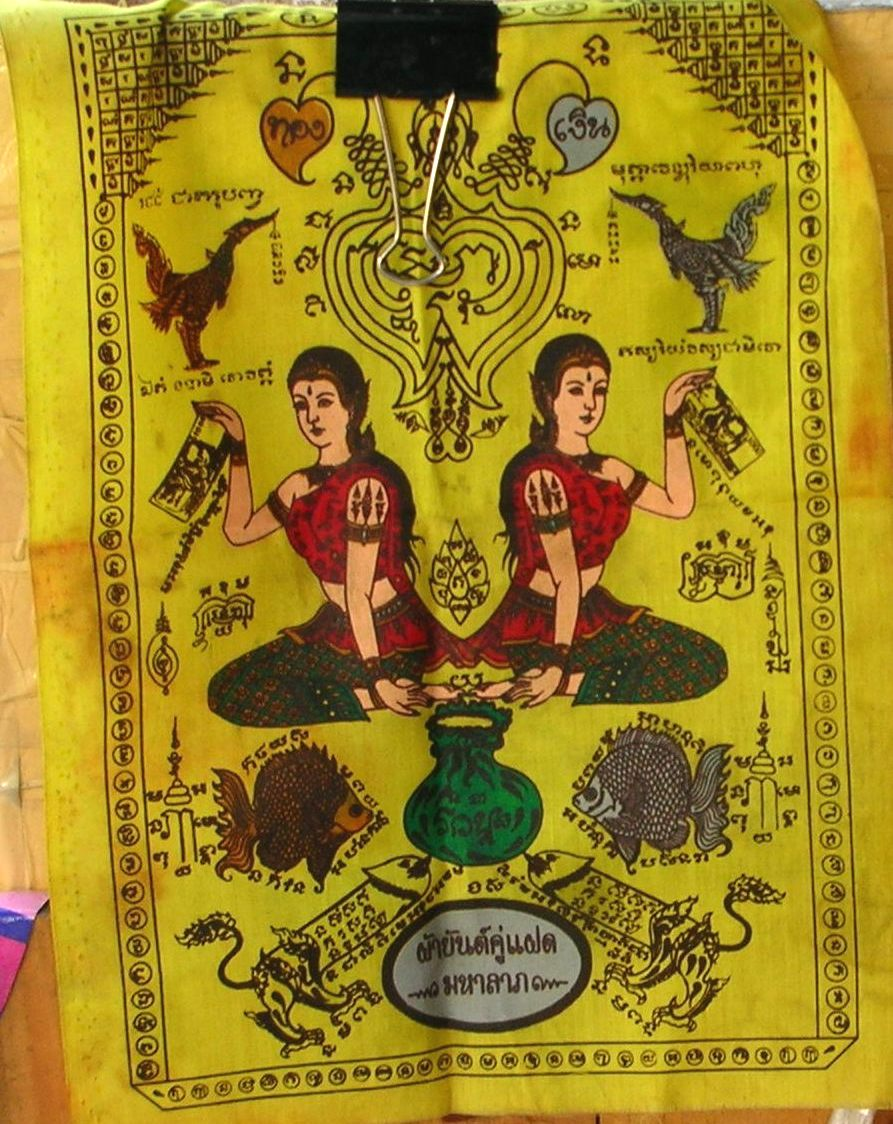
En avbildning av husguden Nang Kwak, hushållets och affärsverksamhetens lyckogudinna.

Thailändsk folktro utgör den ursprungliga religionen i Thailand. Den är inte en sammanhängande religion med klar ortodoxi utan består till stor del, dock inte helt, av lokalt förankrade gudaväsen och sedvänjor, med ursprung i lokala jordbrukskulturer. 
Thailändsk folkreligion har shamaner, kallade phram, vilka utför ceremonier som bröllop och exorcism, och mo phi, som kallar på andar och handhar de populära amuletterna, symboliserande olika gudaväsen, som spelar en viktig roll.
Thailändsk folkreligion innehåller många olika gudar, spöken och andeväsen av olika slag. En del av dessa är lokalt förankrade, andra mer välkända och populära. Vissa av dem tillägnas festivaler. Spöken eller andar kallas phi, och bebor naturfenomen, särskilda platser eller byggnader.  
Fyra av folktrons gudar nämns som särskilt populära: Nang Kwak (นางกวัก), affärsversamhetens gudinna, vars amuletter används av butiksägare; 
Phi Fa (ผีฟ้า), som påminner om Phosop, risskördarna gudinna; och Kuman Thong, den goda lyckans gud, som avbildas som en ung pojke och ofta avbildas på amuletter.  